# 菊陽町立武蔵ヶ丘北小学校
菊陽町立武蔵ヶ丘北小学校（きくようちょうりつ むさしがおかきたしょうがっこう）は、熊本県菊池郡菊陽町にある公立小学校。

## 沿革
- 1985年（昭和60年）4月1日 - 菊陽町立武蔵ヶ丘小学校から分離し開校